# Томашевич, Катарина
Катарина Томашевич (серб. Катарина Томашевић / Katarina Tomašević; род. 6 февраля 1984, Белград) — сербская гандболистка, вратарь. Серебряный призёр чемпионата мира 2013 года в составе женской сборной Сербии.

## Биография

### Клубная карьера
За свою карьеру выступала в чемпионатах Сербии («Заечар»), Дании («Эсбьерг»), Испании («Бера»), Австрии («Хипо Нидеростеррайх»), Германии («Тюрингер»). Становилась чемпионкой Сербии, Венгрии, Германии и Греции.

### Карьера в сборной
В сборной сыграла 63 игры, участвовала в чемпионатах Европы 2008, 2010 и 2012 годов. Серебряный призёр чемпионата мира 2013 года.

### Личная жизнь
Замужем, есть сын.

## Достижения
Клубные
- Чемпионка Австрии: 2007
- Чемпионка Сербии: 2011, 2012
- Чемпионка Германии: 2013
- Чемпионка Венгрии: 2015
- Чемпионка Греции: 2024

В сборной
- Серебряный призёр чемпионата мира 2013